# Powiat Kladno
Powiat Kladno (czes. Okres Kladno) – powiat w Czechach, w kraju środkowoczeskim.
Jego siedziba znajduje się w mieście Kladno. Powierzchnia powiatu wynosi 691,470724 km², zamieszkuje go 150 536 osób (gęstość zaludnienia wynosi 217,85 mieszkańców na 1 km²). Powiat ten liczy 100 miejscowości, w tym 7 miast.
Od 1 stycznia 2003 powiaty nie są już jednostką podziału administracyjnego Czech. Podział na powiaty zachowały jednak sądy, policja i niektóre inne urzędy państwowe. Został on również zachowany dla celów statystycznych.

## Struktura powierzchni
Według danych z 31 grudnia 2003 powiat ma obszar 691,470724 km², w tym:
- użytki rolne - 69.86%, w tym 90.17% gruntów ornych
- inne - 30.14%, w tym 57.61% lasów
- liczba gospodarstw rolnych: 324

## Demografia
Dane z 31 grudnia 2003:
| Opis        | Ogółem  | Kobiety      | Mężczyźni    |
| ----------- | ------- | ------------ | ------------ |
| populacja   | 150 536 | 77216 51,29% | 73320 48,71% |
| średni wiek | 39,5    | 41,36        | 38,17        |

- gęstość zaludnienia: 217,85 mieszk./km²
- 67,16% ludności powiatu mieszka w miastach.

## Zatrudnienie
| Mieszkańcy ze stałym zatrudnieniem | 34 927       |
| Średnia pensja miesięczna          | 16 743 koron |
| Bezrobotni                         | 8 096        |
| Stopa bezrobocia                   | 9.87%        |

## Szkolnictwo
W powiecie Kladno działają:
| Rodzaj szkoły                   | Liczba szkół |
| ------------------------------- | ------------ |
| Przedszkola                     | 66           |
| Szkoły podstawowe               | 55           |
| Gimnazja                        | 3            |
| Szkoły średnie techniczne       | 8            |
| Szkoły średnie ogólnokształcące | 6            |
| Szkoły wyższe                   | 3            |

## Służba zdrowia

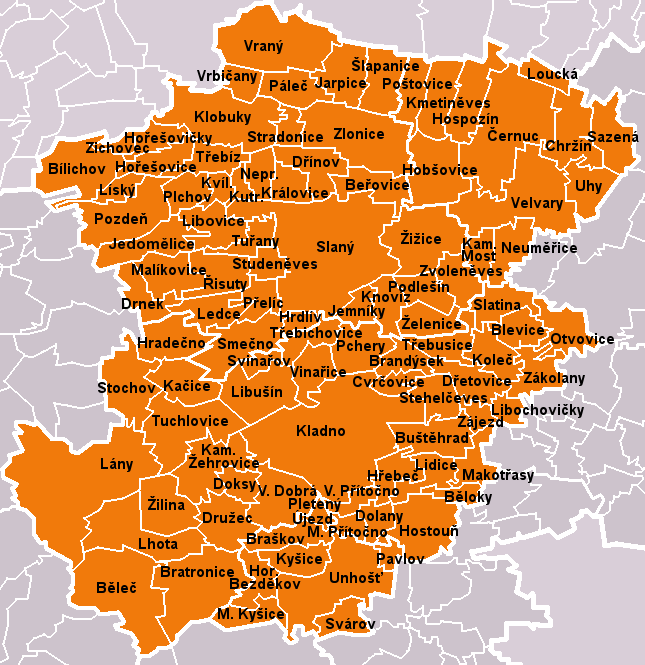
Powiat Kladno

| Lekarze                               | 530 |
| Szpitale                              | 3   |
| Specjalistyczne ośrodki terapeutyczne | 1   |
| Gabinety dentystyczne                 | 61  |
| Apteki                                | 29  |